# (4215) Kamo
(4215) Kamo ist ein Hauptgürtelasteroid, der am 14. November 1987 von Seiji Ueda und Hiroshi Kaneda vom Observatorium in Kushiro-shi entdeckt wurde.
Der Asteroid wurde nach Akira Kamo, dem Gründer des japanischen Kometenbeobachter-Netzwerkes Hoshi no Hiroba, benannt.